# 51 Pułk Piechoty (austro-węgierski)
Węgierski Pułk Piechoty Nr 51 (niem. Ungarisches Infanterieregiment Nr. 51) – pułk piechoty cesarskiej i królewskiej Armii.

## Historia pułku
Pułk został utworzony w 1702 roku.
Okręg uzupełnień nr 51 Kluż-Napoka (niem. Klausenburg, węg. Kolozsvár) na terytorium 12 Korpusu.
Kolejnymi szefami pułku byli:

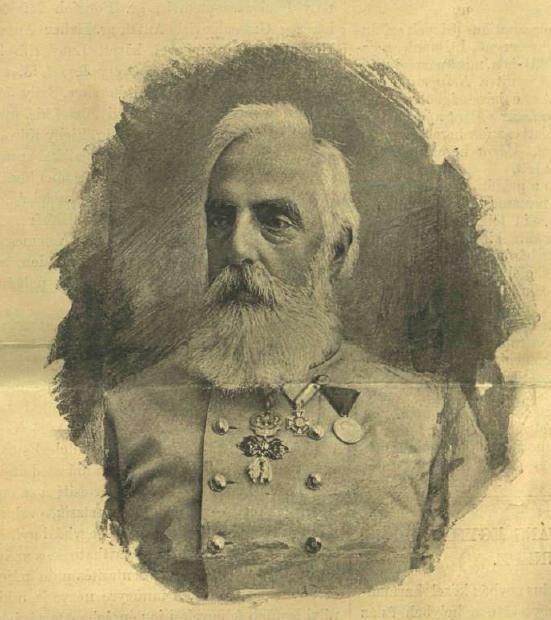
Szef pułku Heinrich Österreich

- arcyksiążę, generał kawalerii Karol Ferdynand Habsburg (1833 – †20 XI 1874),
- arcyksiążę, FML Heinrich Anton Maria Rainer Karl Gregor von Österreich (1875 – †30 XI 1891),
- FML Anton von Bils (1891 – †22 XII 1894),
- generał piechoty Emil Probszt von Ohstorff (1897 – †18 XI 1913),
- marszałek polny Svetozar Boroević von Bojna (1913–1918)[1].

Kolory pułkowe: szare (aschgrau), guziki złote.
Skład narodowościowy w 1914 roku 24% – Węgrzy, 72% – Rumunii.
W 1873 roku sztab pułku stacjonował w Oradei (ówcześnie niem. Gross-Wardein, węg. Nagy-Várad), natomiast komenda rezerwowa i stacja okręgu uzupełnień w Klausenburgu.
W 1893 roku pułk stacjonował w Klausenburgu z wyjątkiem 4. batalionu, który był detaszowany do Višegradu na terytorium 15 Korpusu. Pułk wchodził w skład 70 Brygady Piechoty należącej do 35 Dywizji Piechoty, natomiast detaszowany 4. batalion był podporządkowany komendantowi 1 Brygady Piechoty należącej do 1 Dywizji Piechoty.
W latach 1894–1895 cały pułk stacjonował w Klausenburgu.
W latach 1904–1907 pułk stacjonował w Wiedniu z wyjątkiem 4. batalionu, który pozostawał we własnym okręgu uzupełnień, w Koloszwarze.
W latach 1910–1914 komenda pułku razem z 2. i 3. batalionami stacjonowała w Târgu Mureș (węg. Marosvásárhely), 4. batalion w Klużu-Napoce, a 1. batalion był detaszowany w miejscowości Domanović.
W 1914 roku pułk (bez 2. batalionu) wchodził w skład 69 Brygady Piechoty w Alba Iulia należącej do 35 Dywizji Piechoty, natomiast detaszowany 1. batalion był podporządkowany komendantowi 1 Brygady Górskiej w Mostarze należącej do 18 Dywizji Piechoty.
W czasie I wojny światowej pułk walczył z Rosjanami w Królestwie Kongresowym w lutym i marcu 1915 roku w okolicach Tomaszowa Mazowieckiego, gdzie w kwaterze na cmentarzu parafialnym do dziś znajduje się kilka grobów żołnierzy pułku.

## Komendanci pułku
- płk Ferdinand Schkrobanek ( – 1895 → komendant 32 Brygady Piechoty)
- płk Karl Khautz von Eulenthal (1895[5])
- płk Johann Perathoner (1903–1904)
- płk Friedrich Mannsbarth (1905–1908)
- płk Peter Togni (1909–1912)
- płk Ludwig Langendorf (1913–1914[1])